# レジー・オコーサ
レジー・オコーサ（Reggie Okosa、1980年12月29日 - ）は、ナイジェリア出身のプロバスケットボール選手である。ポジションはF。

## 来歴
ラサール大学卒業後、各国のプロリーグでプレイ。韓国バスケットボールリーグ原州東部プロミではリーグ優勝も経験した。
2009年、リンク栃木ブレックスに入団。
2012年、bjリーグ 2012-13シーズンから岩手ビッグブルズに所属。
2013年、NBL 2013-14シーズンから千葉ジェッツに移籍したが、同年11月8日に双方合意の上での契約解除が発表された。